# 地中海大電鱝
地中海電鰩（學名：Torpedo nobilina），是板鰓亞綱電鰩目電鰩科的其中一種。於1835年，法國博物學家查爾斯·呂西安·波拿巴 (Charles Lucien Bonaparte) 在其主要著作《Iconografia della Fauna Italica》中發表了對本物種的第一個科學描述。

## 分布
本魚分布於大西洋區，包括東大西洋：北海、英國、愛爾蘭、地中海、摩洛哥、加那利群島、馬德拉群島、維德角群島、亞速群島、幾內亞灣、安哥拉、納米比亞、南非等海域；西大西洋：加拿大、美國、墨西哥、加勒比海、委內瑞拉、蓋亞那、蘇利南、法屬圭亞那、巴西、烏拉圭、阿根廷等海域。

## 深度
水深2至800公尺。

## 特徵
本魚體型扁平，體盤寬大，團扇形，寬度是長度的1.2倍，前緣厚且近乎直，眼小，眼睛後面氣孔較大，內緣沒有乳突，鼻孔靠近嘴巴，它們之間有一塊皮膚，寬度是長度的三倍，後緣彎曲，嘴巴寬而呈拱形，角部有明顯的皺紋，牙齒呈尖形，並隨著年齡的增長而增加，幼魚的牙齒為38排，成魚的牙齒為66排，前幾組牙齒具有功能性。鰓縫很小，第一對和第五對比其他的短，腹鰭是圓形的，並且與前面的圓盤稍微重疊，背鰭2個，第一背鰭呈三角形，頂端呈圓形，起於腹鰭插入點的前方，第二背鰭只有第一背鰭的二分之一到三分之二大，尾巴粗壯，約佔總長度的三分之一，尾鰭呈三角形，皮膚柔軟無任何突起，背部顏色為純深棕色至灰色，有時會有一些散佈的斑點，鰭邊緣顏色變深，腹面為白色，鰭邊緣為深色，具壺腹狀電覺器官，體長可達180公分，體重可達90公斤，通常雌魚的體型大於雄魚。

## 生態
本魚為暖水性底棲魚類，游泳力不強，常停棲於大陸棚及大陸波沙泥地，或將魚體半埋於沙中，通常單獨活動。屬肉食性，以魚類、甲殼類及環節動物等為食。卵胎生，雌魚經過一年的妊娠期，在夏季生產，一次可產下多達60隻幼魚，隨著雌性體型的增加生產的幼魚越多。腎形的發電器官，佔總重量的六分之一，可用來防禦及捕食，大型的個體可在170-220伏特的電壓下產生高達一千瓦的電力，是危險的海洋生物。

## 經濟利用
偶爾會透過底拖網和鉤繩釣所捕獲，通常會被丟棄或切碎作為誘餌。在19世紀煤油廣泛引入之前，該物種的肝油被認為與用於燈的抹香鯨 (Physeter Macrocephalus) 油具有同等質量。在1950年代之前，美國漁民也少量使用其油來治療肌肉和胃痙攣，以及潤滑農業機械。